# 東松山台地
東松山台地（ひがしまつやまだいち）は、関東平野西部中央、埼玉県東松山市の市街地から大里郡寄居町赤浜にかけて広がる関東ローム層からなる台地である。かつては松山台地と呼ばれていたが、松山町が市制施行・改称し東松山市になった事に伴い改名された。

## 概説
台地の南側は都幾川とその流域の低地になっている。北側は比企丘陵の南端に沿って流れる市野川流域となっている。国道254号と埼玉県道296号菅谷寄居線に沿っており、嵐山町の市街地以西になると南西側に外秩父山地がはみ出してくるため、北西に向かうほど細長くなっていき、先端部は寄居町赤浜までのびて荒川まで達しているなど東西に細長い。
特に西側の周辺では丘陵地帯は広がるが、台地上はほぼ平坦となっている。